# Parc national de la Pointe-Pelée
Le parc national de la Pointe-Pelée se situe dans le comté d'Essex dans le sud-ouest de l'Ontario. Il couvre une péninsule boisée comportant des zones marécageuses et qui se termine en pointe dans le lac Érié. Le parc est la terre continentale la plus au sud du Canada, sa latitude étant équivalente à celle de la partie nord de la Californie. Seule l'île de Pointe-Pelée, dans le lac, se trouve plus au sud. Le nom provient des explorateurs de Nouvelle-France qui voyaient son versant oriental dénudé en passant sur le lac. En effet, ce côté-là est rocheux et sans arbres. La pointe se terminait en une plage sablonneuse mais en 2006, les vagues du lacs poussée par les vents érodèrent le sable.

## Géographie

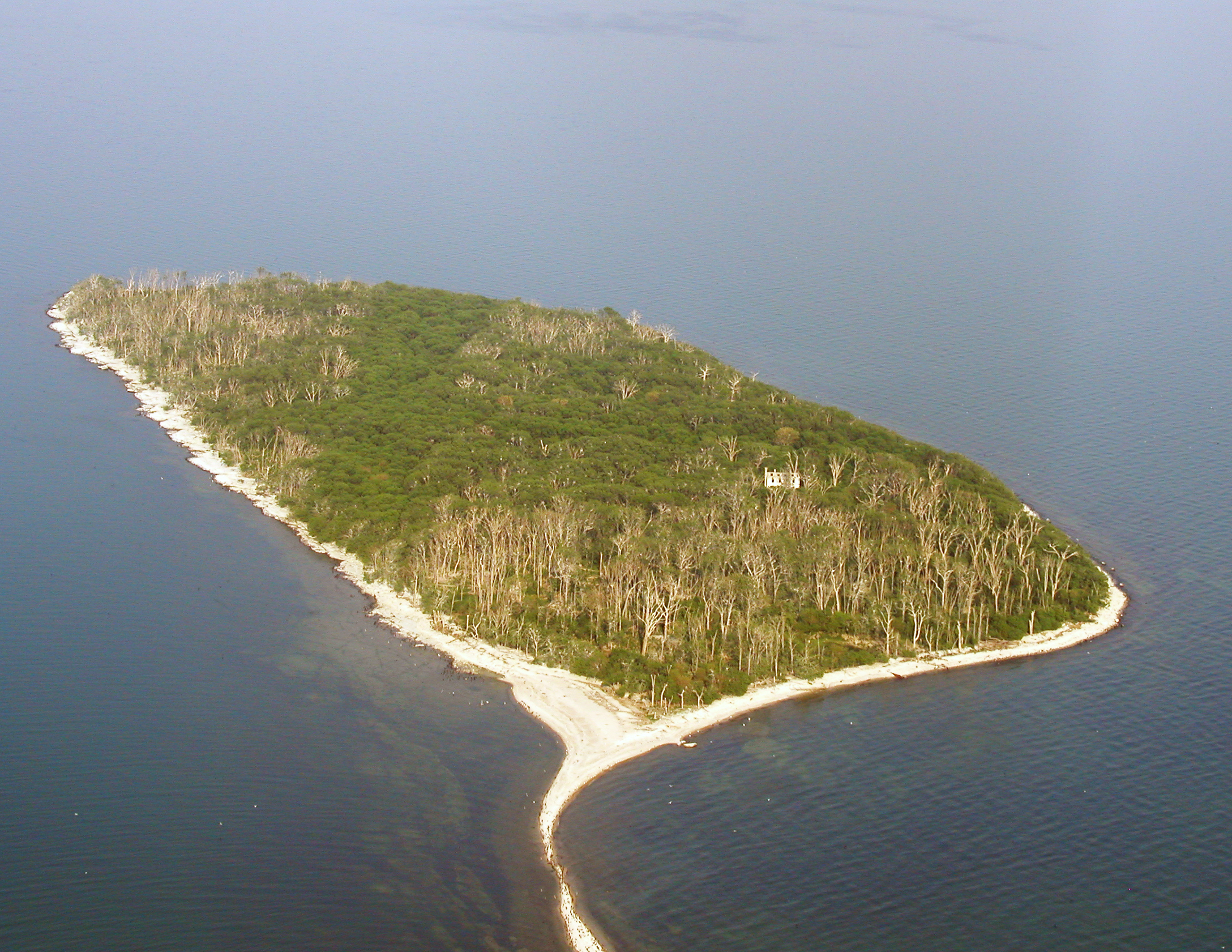
île Middle

Le parc est situé à l'extrême sud du Canada, sur la rive du lac Érié à 50 km au sud-est de Windsor. Le territoire de 15,2 km2 comprend deux sections, la première (15 km2) est la pointe Pelée, une flèche littorale de près de 15 km de long par une largeur de 10 km à sa base. La seconde (20 ha) comprend l'île Middle, la portion terrestre la plus méridionale du Canada. Elle est située à 30 km au sud de la pointe.
Le parc est situé dans le territoire de la municipalité de Leamington et du canton de Pelée, les deux étant située dans le comté d'Essex.

## Faune
Ce territoire est devenu un parc national en 1918 à l'instigation des amateurs d'oiseaux et des chasseurs. La pêche commerciale continua dans les eaux du parc jusqu'en  1969 et la chasse au canard y fut permise jusqu'en 1989, le dernier parc national à l'interdire. Il se retrouve sur le corridor migratoire de plus 360 espèces d'oiseaux, et même des papillons Monarque, qui traversent le lac Érié entre la pointe, les îles et l'État de New York. Le pic de la migration se situe au printemps (notamment 39 espèces de parulines observées : Paruline à capuchon, Paruline du Kentucky, Paruline vermivore...), spécialement en mai, quand les oiseaux fatigués par la traversée vers le nord s'arrêtent pour se reposer. À part le nombre impressionnant et la variété d'oiseaux qui y passent, c'est l'occasion de voir des espèces dont l'aire de nidification est dans l'arctique. De nombreux ornithologues amateurs de toute l'Amérique du Nord et d'ailleurs visitent le parc à ce moment, couchant souvent à Leamington.

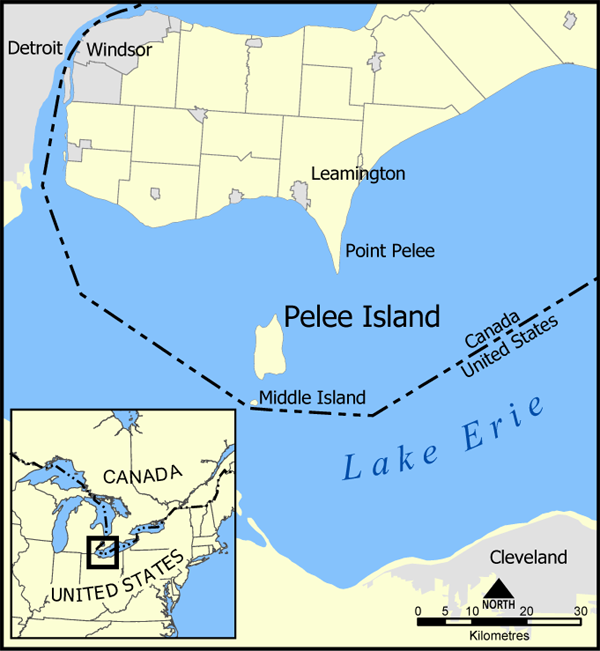
La Pointe Pelée et l'île du même nom
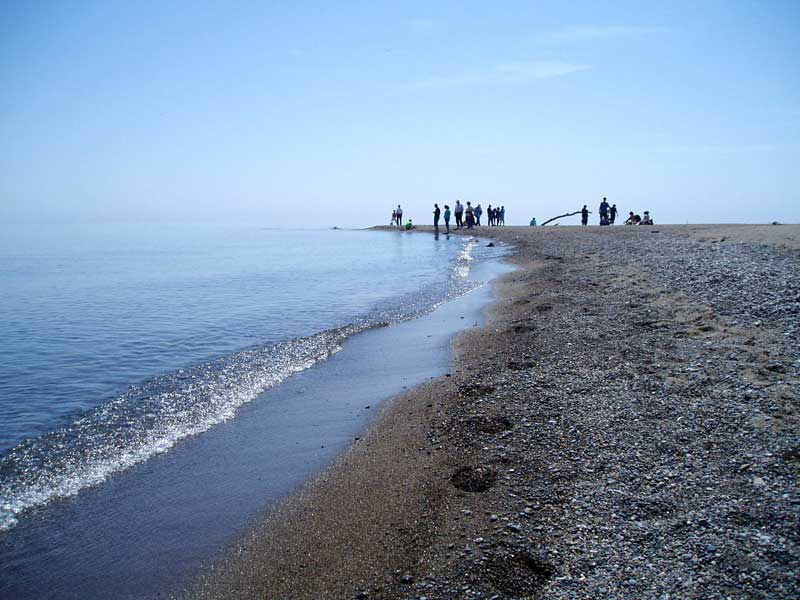
Pointe Pelée au printemps
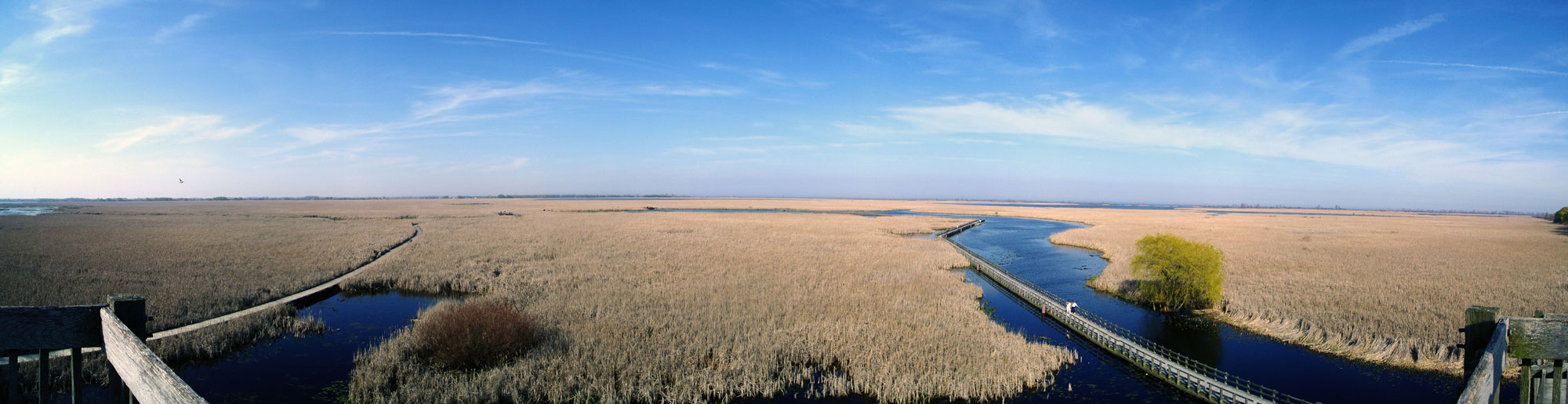
Promenade à travers un marais sur la pointe Pelée
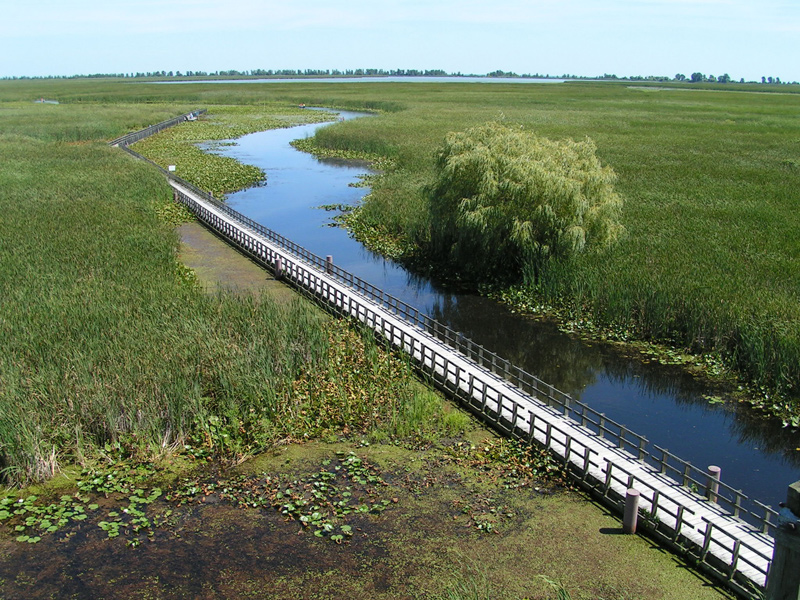
Promenade à travers les marais